# 津轻新城站
津轻新城站（日语：／ Tsugaru-Shinjō eki */?）是位于日本青森縣青森市，屬於东日本旅客铁道（JR東日本）奧羽本線的鐵路車站。为配合东北新干线的新青森站开通，在2007年的支社管辖区域调整时，将秋田支社管辖区域延伸至此站。

## 車站結構
現時車站採用了簡易車站模式運作，由於不再設有站員駐守，站房於2024年改為採用簡易式站房。

### 月台
此站為側式月台1面1線與島式月台1面2線，合計2面3線月台的地面車站。各月台之间透過跨线行人天桥连结。
| 月台 | 路線      | 方向 | 目的地           | 备注                |
| ---- | --------- | ---- | ---------------- | ------------------- |
| 1    | ■奥羽本線 | 下行 | 新青森、青森方向 | 部分列车使用3号轨道 |
| 2、3 | ■奥羽本線 | 上行 | 川部、弘前方向   |                     |

3号轨道为当站始发去往青森方向和部分前往弘前方向列车使用。

## 历史
- 1894年12月1日：车站投入运营，名為「新城站」。
- 1915年9月11日： 车站更名为“津轻新城站”。
- 1987年4月1日：国铁分割民营化后成为JR东日本车站。
- 2003年4月1日：改為业务委托站，成为浪冈站管理下车站。
- 2010年4月1日：管理站由浪冈变为弘前站。
- 2015年7月1日：委托方改为JR东日本东北综合服务。
- 2018年3月26日：由于运行图调整，津轻新城站 - 青森站间区间列车开始运行。
- 2023年5月27日：奧羽本線弘前～青森間可以使用「Suica」[2][3]。

## 相鄰車站
東日本旅客鐵道
■奥羽本線
□快速
浪岡－津輕新城－新青森
■普通
鶴坂－津輕新城－新青森

## 外部連結
- JR東日本津輕新城站 （页面存档备份，存于）